# Abu Ayyub al-Ansari
Abu Ayyub al-Ansari (En arabe : أبو أيوب الأنصاري, en turc : Ebu Eyüp el-Ensarî. Abu Ayyub al-Ansari), né à Yathrib (nom ancien qu'on donnait à la ville de Médine) mort vers 674, était un compagnon (sahaba) du prophète de l'Islam Muhammad
C'est notamment lui qui a invité et qui a été l'hôte du prophète durant ses sept premiers mois à Médine à la suite de l'hégire. Il refuse d'ailleurs, selon les récits religieux, de vivre à l'étage, c'est-à-dire au dessus du prophète.